# Omar Rodríguez-López
Pour les articles homonymes, voir Rodríguez et López.
Omar Alfredo Rodríguez López, né le 1er septembre 1975 à Bayamón, à Porto Rico, est un guitariste américain d'origine portoricaine. Il fut le guitariste d'At the Drive-In, de The Mars Volta et le bassiste de De Facto. Dans les années 1990, il joue au sein de At The Drive-In, groupe de hardcore alternatif d'El Paso (Texas). En 2000 le groupe se sépare et Omar, accompagné de Cedric Bixler-Zavala, le chanteur de At-The-Drive-In, fonde The Mars Volta. Son style évolue radicalement vers un rock progressif, voire psychédélique.
En 2012, Omar Rodríguez-López quitte The Mars Volta et retrouve At the Drive-In pour une tournée de reformation. Il crée également le groupe Bosnian Rainbows avec Teri Gender Bender, Deantoni Parks et Nicci Kasper. Ce groupe sort un premier album éponyme en juin 2013. En mars 2014, Omar Rodríguez-López s'associe à John Frusciante (ex-Red Hot Chili Peppers) pour sortir l'EP Hiding in the Light sous le nom de Kimono Kult. En avril 2014, il introduit son nouveau groupe Antemasque, avec Cedric Bixler-Zavala au chant, Flea à la basse et Dave Elitch à la batterie.

## Discographie

### AvecAt The Drive In
- Acrobatic Tenement (1996)
- El Gran Orgo (1997)
- In/Casino/Out (1998)
- Vaya (1999)
- Relationship Of Command (2000)
- This Station is Non-Operational (cd+dvd) (2005)
- in·ter a·li·a (2017)

### avec De Facto
- 456132015 (2001)
- Megaton Shotblast (2001)
- How Do You Dub? You Fight For Dub, You Plug Dub In (2001)
- Légende du Scorpion à Quatre Queues (2001)

### avecThe Mars Volta
- Tremulant EP (2001)
- De-Loused in the Comatorium (2003)
- The Mars Volta Live (2003)
- Frances The Mute (2005)
- Scabdates (2005)
- Amputechture (2006)
- The Bedlam in Goliath (2008)
- Octahedron (2009)
- Noctourniquet (2012)
- The Mars Volta (2022)

### avec Bosnian Rainbows
- Bosnian Rainbows (2013)

### avec Kimono Kult
- Hiding in the Light EP (2014)

### avecAntemasque
- Antemasque (2014)

### Solo/Omar Rodriguez-Lopez Quintet/El Trio de Omar Rodriguez Lopez/Autres
- Manual Dexterity : Soundtrack Vol. 1 (2004)
- Omar rodriguez (album éponyme) (2005)
- Please heat this eventually (2007) (avec Damo Suzuki, du groupe Can, au chant)
- Se dice bisonte, no bùfalo (2007)
- Omar Rodriguez-Lopez & Lydia Lunch (2007) (duo avec la poétesse américaine Lydia Lunch)
- The Apocalypse inside of an orange (2007)
- Calibration (is pushing luck and key too far)(2007)
- Absence Makes the Heart Grow Fungus (2008)
- Minor Cuts and Scrapes in the Bushes Ahead (2008)
- Old Money (Stones Throw) (2008)
- Megaritual (2009)
- Despair (2009)
- Cryptomnesia, El grupo nuevo de Omar Rodriguez (2009)
- Xenophanes (sept.2009)
- Los Suenos De Un Higado (2009)
- Solar Gambling (2009)
- Ciencia de los Inutiles (2010)
- Omar Rodriguez Lopez & John Frusciante (2010)
- Sepulcros de Miel (2010; en tant que Omar Rodriguez Lopez Quartet)
- Tychozorente (2010)
- Cizaña de los Amores (2010)
- Mantra Hiroshima (2010)
- どういたしまして (Dōitashimashite; 2010; Live; en tant que Omar Rodriguez Lopez Group)
- Un Escorpión Perfumado (2010)
- Telesterion (2011; compilation)
- Un Corazón de Nadie (2012)
- Saber, Querer, Osar y Callar (2012)
- Octopus Kool Aid (2012)
- Equinox (2013)
- Woman Gives Birth To Tomato! (2013)
- Unicorn Skeleton Mask (2013)
- Sworn Virgins (2016)
- Corazones (2016)
- Blind Worms, Pious Swine (2016)
- Arañas en La Sombra (2016)
- Umbrella Mistress (2016)
- El Bien Y Mal Nos Une (2016)
- Cell Phone Bikini (2016)
- Infinity Drips (2016)
- Weekly Mansions (2016)
- Zapopan (2016)
- Nom De Guerre Cabal (2016)
- Some Need It Lonely (2016)
- A Lovejoy (2016)
- Roman Lips (2017)
- Zen Thrills (2017)
- Chocolate Tumor Hormone Parade (2017)
- Ensayo De Un Desaparecido (2017)
- Azul, Mis Dientes (2017)
- Gorilla Preacher Cartel (2017)
- Killing Tingled Lifting Retreats (2017)
- Solid State Mercenaries (2017)
- Birth Of A Ghost (2017)
- Doom Patrol (2017)
- The Clouds Hill Tapes (2020)